# Parc provincial François Lake
Le parc provincial François Lake (anglais : François Lake Provincial Park) est un parc provincial de la Colombie-Britannique au Canada situé à l’extrémité ouest du lac François. La superficie totale du parc est de 72,14 km2.

## Histoire
Le parc François Lake a été établi en 1999. Il a été créé à la suite de la recommandation du Vanderhoof Land and Resource Management Plan.
La région du lac François contient une riche histoire amérindienne. Le territoire fait partie des territoires réclamés par les chefs héréditaires Wet'suwet'en du conseil tribal des Carrier-Sekani. Le parc et son voisin, le parc provincial Uncha Mountain Red Hills, sont associés de façon culturelle et historique avec plusieurs bandes, qui incluent la première nation de Wet'suwet'en, la bande de Nadleh Whut’en, la première nation de Stellat’en, la bande de Burns Lake, la bande de Nee Tahi Buhn et la bande de Skin Tyee. Les Amérindiens utilisaient principalement le lac pour la chasse, la pêche et comme lieu de rencontre.

## Flore et faune
Le parc offre un habitat à l'orignal en hiver. On y retrouve aussi plusieurs autres espèces de mammifères comme le cerf et l'ours noir. Le lac possède une bonne population de sockeye.